# Xyleborini
Tribu
Synonymes
- Eccoptopterina Browne, 1961
- Webbinae Hopkins, 1915
- Xylebori J. L. LeConte, 1876
- Xyleborina

Les Xyleborini forment une tribu d'insectes coléoptères de la famille des Curculionidae et de la sous-famille des Scolytinae.
Wikispecies considère le taxon comme synonyme de la sous-tribu Xyleborina.

## Liste des genres
Amasa - Ambrosiodmus - Anisandrus - Arixyleborus - Cnestus - Coptoborus - Coptodryas - Cryptoxyleborus - Cyclorhipidion - Debus - Dinoxyleborus - Dryocoetoides - Dryoxylon - Eccoptopterus - Euwallacea - Fortiborus - Hadrodemius - Leptoxyleborus - Microperus - Monarthrum - Planiculus - Premnobius - Pseudowebbia - Sampsonius - Schedlia - Streptocranus - Taphrodasus - Taurodemus - Theoborus - Truncaudum - Wallacellus - Webbia - Xyleborinus - Xyleborus - Xylosandrus